# محله هوایی هیلیارد
محله هوایی هیلیارد (به انگلیسی: Hilliard Airpark) یک فرودگاه همگانی بهره‌برداری هوایی است که یک باند فرود چمن دارد و طول باند آن ۱۰۲۶ متر است. این فرودگاه در شهر هیلیارد، فلوریدا کشور ایالات متحده آمریکا قرار دارد و در ارتفاع ۱۸ متری از سطح دریا واقع شده‌است.